# Journée internationale de visibilité transgenre

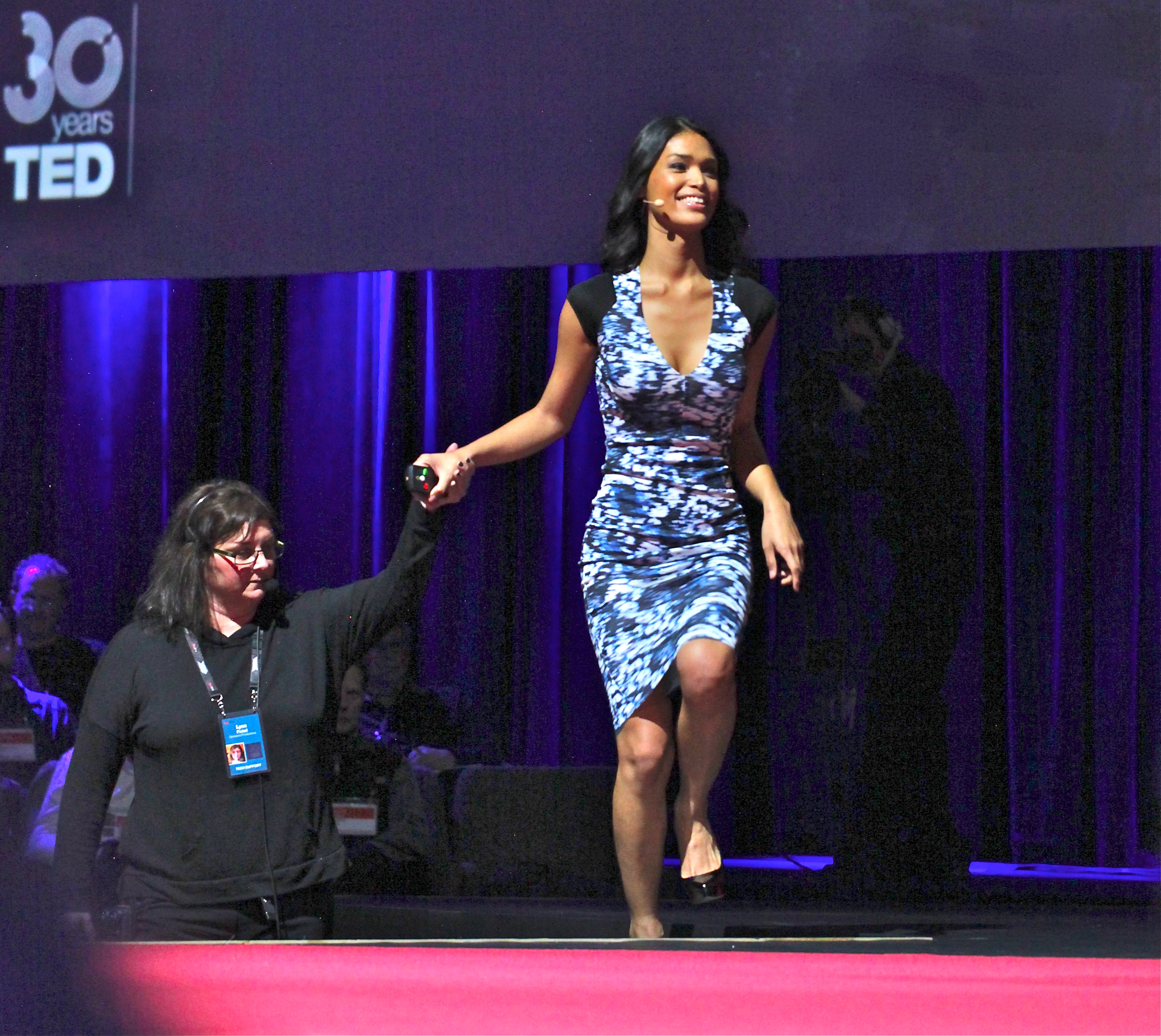
Le mannequin Geena Rocero entre sur scène lors d'une conférence TED à New York pour faire son coming-out trans lors de la Journée internationale de visibilité, le 31 mars 2014.

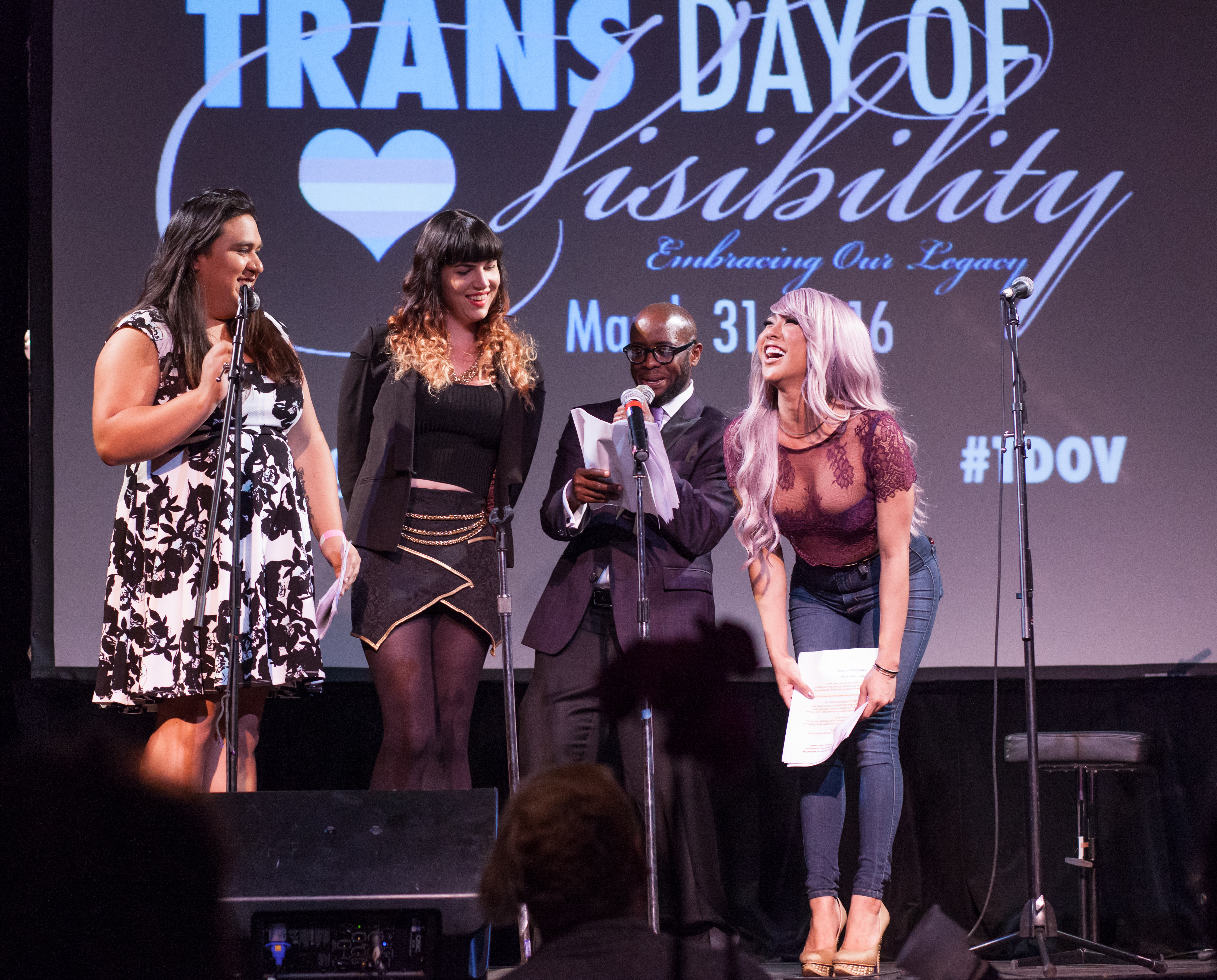
Des présentateurs sont sur scène lors de la Journée de visibilité Trans célébrée en 2016 à San Francisco.

La journée internationale de visibilité transgenre, aussi connue sous le nom de TDoV pour Trans Day of Visibility, est un événement annuel qui a lieu le 31 mars et qui est destiné à célébrer les personnes transgenres et à faire prendre conscience de la discrimination qu'elles subissent dans le monde entier.

## Historique
Il s'agit d'un événement annuel qui a lieu le 31 mars,,,, et qui est consacré à la célébration des personnes trans et à la sensibilisation à la discrimination auxquelles font face les personnes trans du monde entier.
Cette journée spéciale a été créée dans le Michigan par la militante trans Rachel Crandall, en 2009, en réaction au manque de journée de célébration LGBT consacrée aux personnes transgenres. En effet, la seule journée connue consacrée aux personnes trans était la journée du souvenir trans qui commémore les personnes trans assassinées pour motif transphobe, mais aucune n'était consacrée à la célébration des personnes trans vivantes.
En 2014, l’événement existe dans de nombreux endroits du monde, notamment en Irlande et en Écosse.

## En France
Un 1er événement français a eu lieu le 31 mars 2018 à Paris, co-organisé par l'Inter-LGBT, Pari-T, le centre LGBT Paris Île de France, les associations Bi’Cause et MAG Jeunes LGBT[réf. nécessaire]. Il a eu lieu sur la promenade Coccinelle dans le 18e arrondissement (premier lieu parisien dont le nom honore une personne trans,). En raison de la crise sanitaire, le 31 mars 2021, la mobilisation pour cette journée, passe uniquement par les réseaux sociaux en France. A cette occasion, la ministre déléguée auprès du ministre de l'Intérieur, chargée de la citoyenneté, Marlène Schiappa, réaffirme l'engagement du ministère à se battre, sous toutes ses formes, contre la transphobie. L'ensemble des agents du ministère de l'intérieur assure chaque jour les victimes de transphobie d'être prises en charge sans subir un accueil inadéquat. A cet effet, des formations sont mises en œuvre chaque année, et un réseau de référents destiné à la lutte contre les LGBTphobies se met en place sur l'ensemble du territoire.

## Dans le monde
En 2021, des militants LGBT tiennent une conférence de presse sur une place centrale à Séoul en Corée du Sud, en portant des parapluies aux couleurs du drapeau trans. L'événement est organisé en souvenir de Byun Hee-soo, un soldat transgenre décédé au début du mois de mars 2021, qui contestait son renvoi de l'armée à la suite d'une opération de reattribution sexuelle. Voir Droit applicable en Corée du Sud pour les personnes transgenres.
Joe Biden est le premier Président des États-Unis à signer une proclamation reconnaissant le 31 mars comme la Journée de visibilité trans. En outre, il écrit: « J'appelle tous les Américains à me rejoindre dans le combat pour la dignité des Américains transgenres. Ensemble, nous pouvons éradiquer la discrimination ».
En Belgique, la Maison Arc-en-Ciel de la province de Luxembourg propose trois événements en ligne sur les réseaux sociaux: une vidéo sur la visibilité des personnes trans au travail, une conférence sur la jeunesse trans et le témoignage d’Angela, une migrante transgenre.

## Polémique en 2024 aux États-Unis
La date retenue du 31 mars, tombe en 2024 le dimanche de Pâques, une des fêtes chrétiennes majeures. Le président démocrate américain, Joe Biden marque la date comme il le fait chaque année, cette fois en demandant  deux jours avant à ce que « tous les Américains se joignent [à lui] pour élever la vie et la voix des personnes transgenres dans tout le pays et à travailler à l'élimination de la violence et de la discrimination fondée sur l'identité de genre ». Des républicains, dont le porte-parole de Donald Trump s’insurgent et appellent « « la Maison-Blanche de Joe Biden à présenter des excuses aux millions de catholiques et de chrétiens à travers l'Amérique qui croient que demain est pour une seule célébration, la résurrection de Jésus-Christ » »

## Réseaux sociaux
En 2015, de nombreuses personnes trans ont participé à des campagnes de médias sociaux en ligne comme Facebook, Twitter, Tumblr et Instagram. Les participants ont posté des selfies, des histoires personnelles, et des statistiques sur les questions transgenres, ainsi que d'autres contenus afin d'augmenter la sensibilisation et la visibilité.